# Hama
Hama (arabsko حماه) je četrto največje sirsko mesto in šteje približno pol milijona prebivalcev. Nahaja se ob reki Oront v zahodnem delu države, 47 kilometrov severno od Homsa in 120 km južno od Alepa.

## Zgodovina
Arheološke najdbe dokazujejo, da je bilo območje citadele poseljeno že v neolitiku. V zgodnjem prvem tisočletju pr. n. št. je tam stala trdnjava, ki je bila središče aramejskega kraljestva Hamath. Zatem so jo zasedli Asirci pod vodstvom Šalmaneserja III. in Hama se jim je leta 853 pr. n. št. skupaj z Damaskom uprla. Do leta 720 pr. n. št. je bil upor zlomljen, Sargon II. je dal mesto uničiti in prebivalce deportirati.
Mesto si je del nekdanjega sijaja povrnilo v času Selevkidov, ko se je po kralju Antiohu IV. Epifanu imenovala Epiphania. Tudi v času Rimljanov in Bizantincev je bila pomembno središče vse do leta 637, ko so jo osvojili Arabci in je čedalje bolj izgubljala pomen v primerjavi z Aleppom in Damaskom. Le v času Ajubidov, ko jo je Saladin poklonil enemu svojih nečakov, si je pridobila nekaj samostojnosti in jo ohranila tudi v obdobju Mamelukov. 
V času Osmanskega imperija je bila Hama središče pašaluka, vključenega v tripolijski sandžak.
Leta 1982 je v sunitski Hami izbruhnila vstaja Muslimanske bratovščine proti režimu Hafeza al Asada, ki jo je le ta februarja v s pokolom v Hami krvavo zatrl. Približno tretjina mesta, vključno s starim delom, je bila docela porušena. Po teh dogodkih so oblasti pričele z obširno obnovo mesta, ki je tako dobilo sodoben videz in danes vsemu navkljub velja za eno prijetnejših sirskih mest.

## Znamenitosti
Hama je danes najbolj znana po lesenih vodnih kolesih, t. i. noriah, ki so služila črpanju vode iz Orontesa in dovajanju po akvaduktih do višje ležečih polj. Ohranjeni mozaiki dokazujejo, da so stale že v 5. stoletju, vendar se od takrat nobena ni ohranila. Današnje so nastale v 13. stoletju, ko so jih Ajubidi postavili skupno 30, od katerih se jih je do danes ohranilo 17, vse so bile v času Mamelukov in Turkov še nekoliko spremenjene. Največja noria (z imenom Al-Muhamedijeh) meri v premeru 20 metrov, leži kilometer zahodno od središča in je Veliko mošejo oskrbovala z vodo. Danes se z značilnim zvokom vrtijo le še poleti, v preostalih delih leta rečno vodo zajemajo drugod za potrebe sodobnih namakalnih sistemov.
- Citadela (med domačini znana kot Al-Qalaa, grad) je pomembno arheološko najdišče, kjer je danska ekipa med letoma 1931 in 1933 izkopala ostanke iz obdobij med neolitikom in železno dobo. Danes je na vzpetini priljubljen park.

- Mošejo Al-Nuri je leta 1172 pričel graditi saladinov stric Nuredin., o čemer priča tudi arabski napis na zunanji steni. Minaret z vzorci iz črnega in belega kamna je še izviren.

- Veliko mošejo so dali zgraditi Omajadi na mestu, kjer je prej stala krščanska cerkev, še pred tem pa pogansko svetišče. Eden izmed minaretov je kvadraten in po napisu sodeč zgrajen leta 1124, drugi osmerokotni iz leta 1427 je lep primer mameluške arhitekture. V mavzoleju sta domnevni grobnici dveh ajubidskih kraljev. V dogodkih leta 1982 je bila mošeja popolnoma porušena in zatem obnovljena, tako da se skorajda ne razlikuje od izvirnika.

- Azemova palača (Beit al-Azem) je bila rezidenca guvernerja asada Paše al Azema, ki je vladal mestu od leta 1742. Močno spominja na istoimensko palačo v Damasku, ki jo je dal Azem postaviti, ko se je iz Hame preselil tja. V letu 1982 močno poškodovano palačo so obnovili.

- Rimsko pravoslavna cerkev Theotokijevega vhoda v tempelj stoji na mestu prejšnje, ki je bila uničena leta 1982 in verjetno postavljena v 4. stoletju. Zraven cerkve in kapele so bili odkriti ostanki še ene bizantinske cerkve z mozaiki iz 4. stoletja.

## Sklic
1. ↑  »2004 official census« (PDF). cbss. Arhivirano iz prvotnega spletišča (PDF) dne 10. marca 2013. Pridobljeno 4. novembra 2013.